# Varanus bitatawa
Varanus bitatawa là một loài thằn lằn trong họ Varanidae. Loài này được Welton, Siler, Bennett, Diesmos, Ruya, Dugay, Rico, Van Weerd & Brown mô tả khoa học đầu tiên năm 2010.

## Hình ảnh

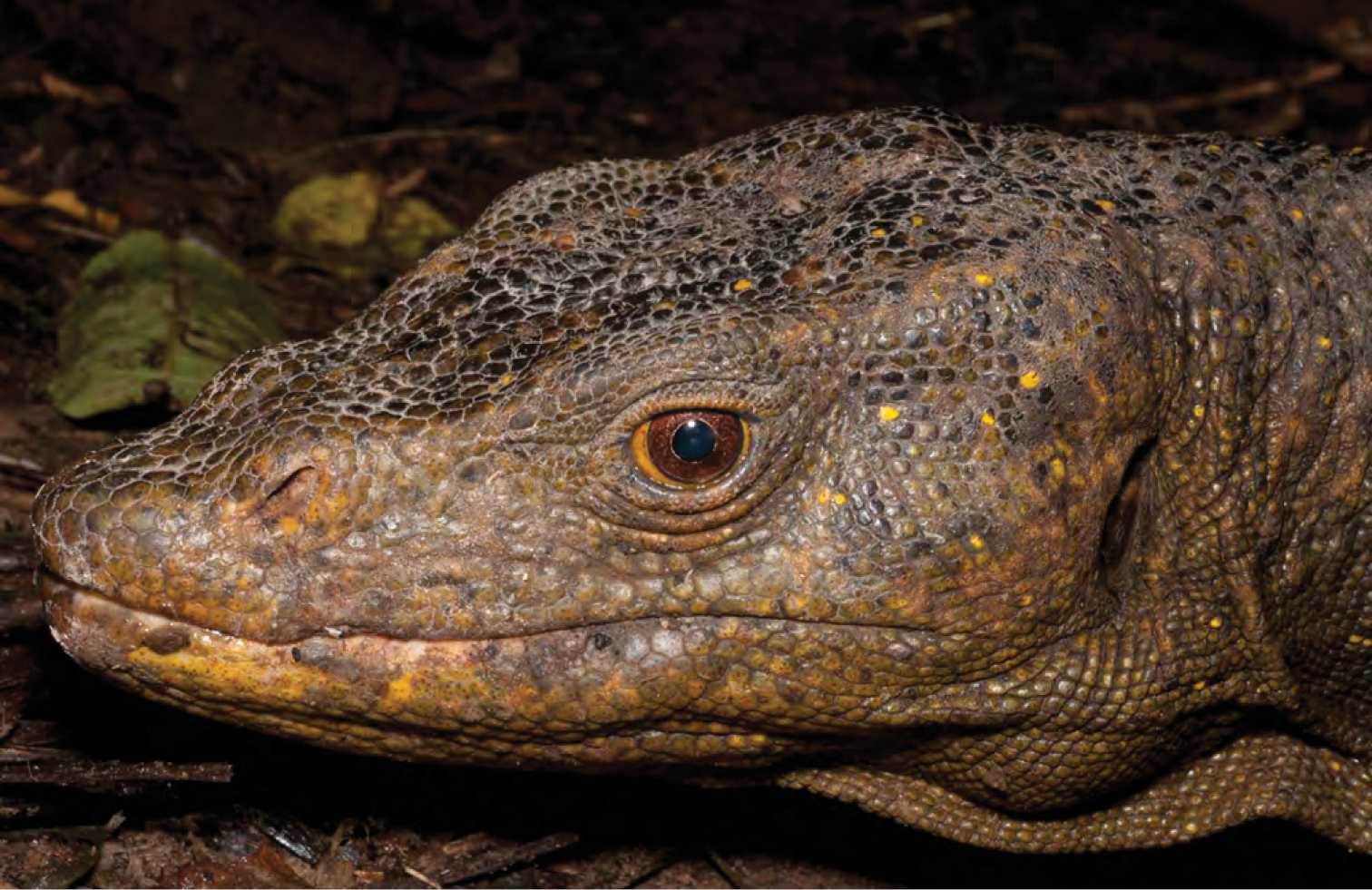
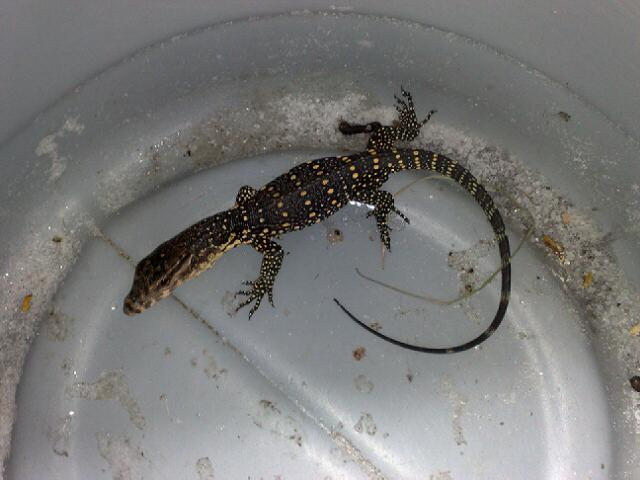
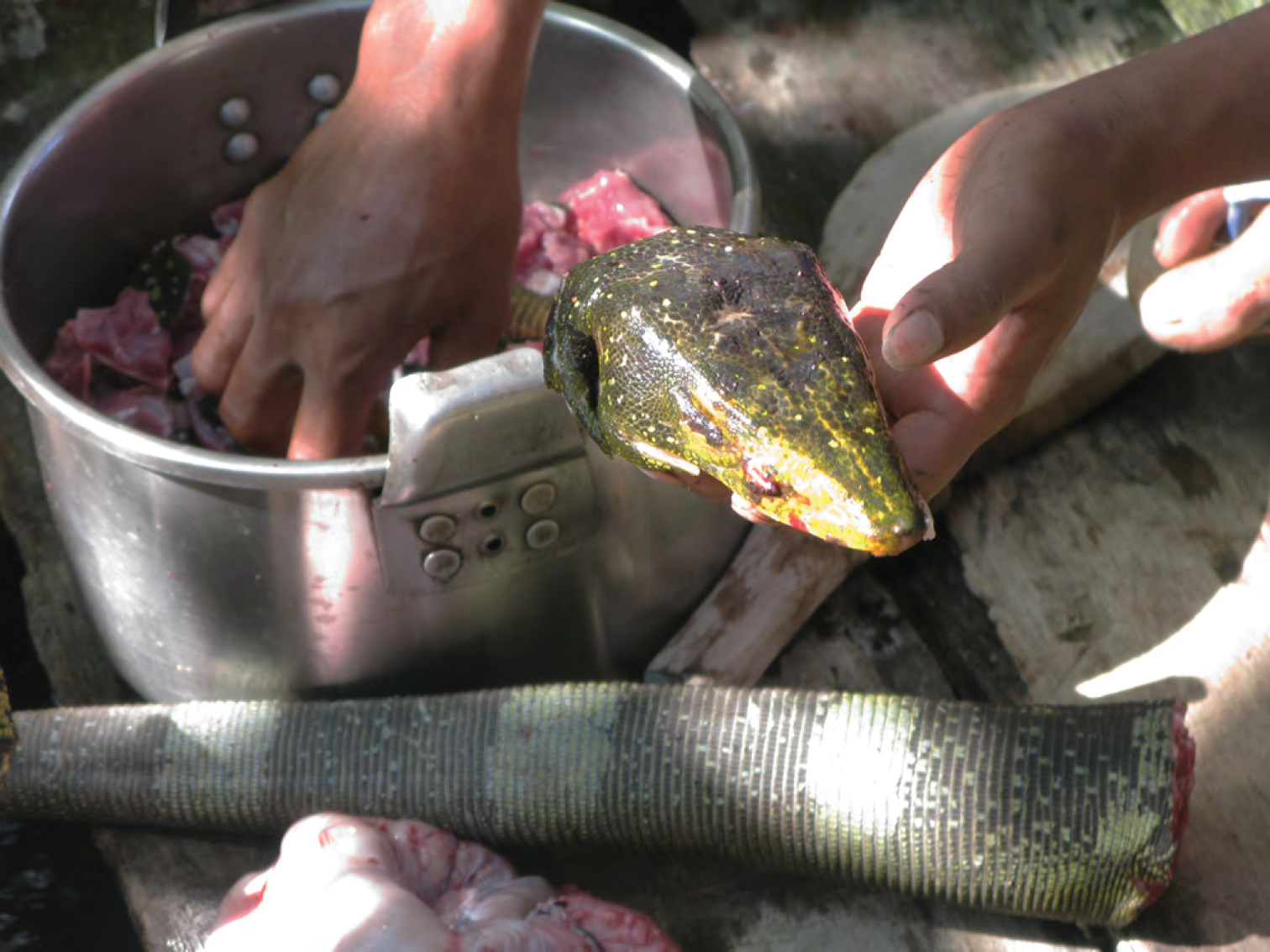